# صامويل تايلر كولريدج
صامويل تايلر كولريدج (ولد في 21 أكتوبر 1772 وتوفي في 25 يوليو 1834) شاعر إنكليزي وناقد ومشتغل بالفلسفة .أعلن مع زميله ويليام ووردزوورث بدء الحركة الرومانتيكية في إنكلترا بديوانهما المشترك الأناشيد الغنائية. أحد شعراء البحيرة، ويُعرف بقصائده أغنية البحار القديم وقبلاي خان. كما يُعرف بعمله النثري الهام.
عانى خلال حياته كبالغ من نوبات قلق واكتئاب؛ فاعتُقد أن لديه اضطراب ثنائي القطب، وتعذر تحديد علته خلال حياته. كان غير سليمٍ جسديًا، ومن الممكن أن هذا الشيء قد نجم عن نوبة حمى الروماتيزم وأمراض أخرى من مرحلة الطفولة. عولجت هذه الحالات بصبغة الأفيون، التي أدت إلى إدمانه على الأفيون لمدى الحياة.

## الشعر
يُعد كولريدج واحدًا من أهم الشخصيات في مجال الشعر الإنجليزي. أثرت قصائده بشكل مباشر وعميق على كل الشعراء الكبار في ذلك العصر. عُرف من قِبل معاصريه بالحرفي الدقيق الذي كان أكثر صرامة من أيّ شاعرٍ آخر في إعادة صياغة قصائده بشكل متأني، واعتمد ساوذي ووردزورث على توجيهاته الاحترافية. كان تأثيره على وردزورث مهمًا بشكل خاص لأن العديد من النقاد أرجعوا الفضل إلى كولريدج بفكرة «الشعر المحكي». قد تكون فكرة استخدام لغة عامة يومية للتعبير عن صورة شعرية عميقة، وأفكارٌ-التي أصبح وردزورث معروفًا بها كثيرًا- نشأت بالكامل تقريبًا من ذهن كولريدج. من الصعب تخيل أن أشعار ووردزورث الرائعة، مثل المقدمة أو النزهة، كانت لتُكتب لولا التأثير المباشر لكولريدج.
وكما كان كولريدج مهما للشعر كشاعر، فقد كان مهما بنفس القدر كناقد. كانت فلسفته الشعرية، التي نمّاها عبر السنوات العديدة، ذات تأثير عميق في مجال النقد الأدبي. يمكن رؤية هذا التأثير عند نقاد مثل آرثر لوفجوي وإيفور آرمسترونغ ريتشاردز.

### قصيدة البحار العجوز، كريستابل، وقبلاي خان
لربما يُعرف كولريدج جيدًا بقصائده الطويلة، قصيدة البحار العجوز، وكريستابل. حتى هؤلاء الذين لم يقرؤوا أبدًا قصيدة البحار العجوز قد خضعوا لتأثيرها: أعطت كلماتها اللغة الإنكليزية التعبير المجازي لكلمة القطرس حول رقبة المرء، اقتباس «ماء، ماء في كل مكان، ولا أي قطرة للشرب»، وجملة «رجل حزين أكثر لكنه ذو حكمة أكبر». يمكن أن تكون جملة «كل المخلوقات عظيمة وصغيرة» مُستلهمة من قصيدة البحار: «من يصلّي أفضل، يُحب أفضل؛/ كل الأشياء عظيمة وصغيرة؛/ لله العزيز الذي يحبنا؛/ خلقنا وأحبنا كلنا». تُعرف كريستابل بنمطها الغنائي، صياغتها وحكايتها ذات طابع الرعب.
رغم قصر قبلاي خان، رؤية في حلم، وشظية، إلا أنها اشتهرت جميعًا. تملك كل من كريستابل وقبلاي خان نفحة «رومانسية» إضافية لأنهما لم يكتملا. وصّف ستوبفورد برووك كِلا القصيدتين بأنهما بدون منافس بسبب «قافيتهم الموزونة الفاتنة» و«صياغتهم الخلّاقة».

### القصائد المحكية
- قيثارة الريح (1795)
- مخاوف في العزلة (1798)
- تأملٌ حول مغادرة مكانٍ أو اعتزال (1797)
- العندليب: قصيدة محكية (1798)
- خيمة شجرة الليمون سجني (1797)
- وهن: قصيدة (1802)
- صقيع في منتصف الليل (1798)
- إلى وليام ووردزوورث (1807)

تُعرض هذه القصائد الثمانية لكولريدج اليوم غالبًا كمجموعة تحت عنوان «القصائد المحكية». هذا المصطلح نفسه صاغه جورج ماكلين هاربر عام 1928، الذي استعار العنوان الفرعي لقصيدة العندليب: قصيدة محكية (1798) ليصف القصائد السبعة الأخرى أيضًا. تُعد هذه القصائد من قِبل العديد من النقاد أنها من بين أروع أشعار كولريدج؛ هكذا كتب هارولد بلوم، «تُظهر قصيدة اكتئاب، البحار العجوز، وقبلاي خان، صقيع في منتصف الليل كولريدج في أكثر روائعه». تعتبر تلك القصائد أيضًا من بين أكثر قصائده تأثيرًا.
اعتبر هاربر بنفسه أن القصائد الثمانية مثلت شكلًا من الشعر المرسل الذي هو «...أكثر طلاقة وسهولة من قصائد ميلتون، أو أي شيء كُتب بعد ميلتون». في عام 2006، كتب روبرت كويلزر عن ناحية أخرى من هذه «السهولة» الظاهرة، مشيرًا إلى أن القصائد المحكية مثل «.... قيثارة الريح والعندليب لكولريدج تحافظ على طبقة متوسطة من الكلام، توظف لغة بلاغية قادرة على أن تكون مُفسرة بلا رمزية وبلا نمط موسيقي: لغة تترك نفسها تنساب «ككلام فحسب» وليس أغنية «حماسية»».

اختار هاربر آخر عشرة أسطر من قصيدة صقيع في منتصف الليل «كأفضل مثال طوره كولريدج للنوع الخاص بالشعر المرسل، تظهر كنثر طبيعي، بقدر ما هي ذات لمسة فنية رائعة بقدر ما هي أكثر قصيدة معقدة». يخاطب المتكلم في القصيدة ابنه الرضيع، النائم بجواره:
لذلك كل الفصول يجب أن تكون

محببة إليك، سواءً كسوة الصيف

الأرض السائدة بالخضرة،

أو عصفور الحنون الجالس

متغنيًا بين حزم الثلج على

الغصن العاري لشجرة التفاح المكسوة بالطحلب، بينما

قش الليل يطلق الدخان في حرارة الشمس؛

أو قطرات الإفريز المنهمرة

تُسمع فقط في غيبوبة العاصفة،

أو إذا أوقفتهم وزارة الجليد السرية كرقاقات ثلج ساكنة،

تعكس بهدوء ضوء القمر الساكن.
في عام 1965، كتب إم. إتش أبرامز وصفًا شاملًا ينطبق على القصائد المحكية: «يبدأ المتكلم بوصفٍ للمنظر الطبيعي؛ منحى أو تغيير في منحى المنظر الطبيعي يثير مشاعر متنوعة في معالجة جوهرية للذاكرة، الفكر، الحدس، والإحساس الذي يبقى متضمنًا داخل المشهد الخارجي. أثناء هذا التأمل يُثبت المتكلم في القصيدة تبصُّرًا، يتصدى لخسارة تراجيدية، يصل إلى قرار أخلاقي، أو يعالج مشكلة عاطفية. تدور القصيدة غالبًا حول نفسها لتنتهي في المكان الذي بدأت فيه، في المشهد الخارجي، لكن مع مزاج متغير وفهم أعمق نتيجةً لتدخل التأمل». في الواقع، كان أبرامز يصف القصائد المحكية والقصائد اللاحقة التي تأثر بها. سُمي مقال أبرامز «معيار النقد الأدبي». كما وصفه بول ماغنسون عام 2002، «أرجع أبرامز الفضل إلى كولريدج بإنشاء ما أسماه أبرامز ‹الكلمات الرومانسية الأروع›، نوعٌ انطلق مع قصائد كولريدج ‹المحكية›، وتضمّنَ قصيدة وردزورث كنيسة تينترن، وقصيدة مقاطع مكتوبة في وهَن لشيلي وقصيدة العندليب لكيتس، وكانت ذات تأثير كبير على كلمات حديثة أكثر لماثيو أرنولد، والت ويتمان ووالاسستيفينس ودبليو إتش أودين»

## النقد الأدبي

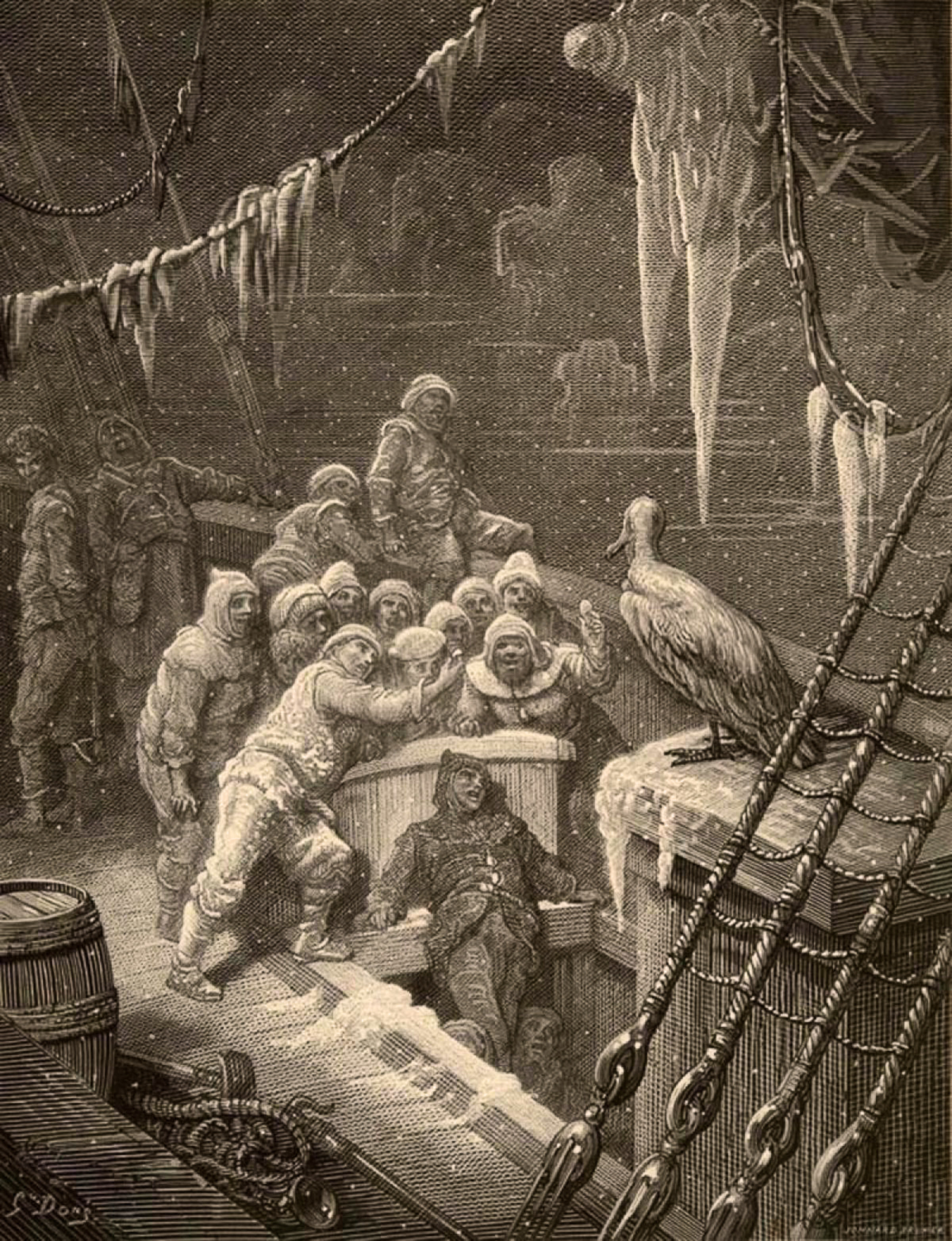
قشرة مارينر-الباتروس-دور القديمة

### سيرة ذاتية أدبية
إضافة إلى شعره، كتب كولريدج أيضًا نصوصًا مؤثرة من النقد الأدبي من ضمنها سيرة ذاتية أدبية، مجموعة من أفكاره وأراءه حول الأدب نشرها عام 1817. قدّم العمل شروحات بيوغرافية لحياة الكاتب وانطباعاته حول الأدب أيضًا. احتوت المجموعة أيضًا على تحليل لمجموعة واسعة من المبادئ الفلسفية الأدبية ابتداءً من أرسطو إلى إيمانويل كانت وشيلن واستخدامهم في شعر أقرانه مثل ويليام ووردزوورث. كان شرح كولريدج للمبادئ الميتافيزيقية موضوعًا شائعًا في أحاديث المجتمعات الأكاديمية خلال القرن التاسع عشر والقرن العشرين، وقال ت. س. إليوت أنه اعتقد بأن كولريدج «ربما كان أعظم نقاد إنجلترا، والأخير بمعنى من المعاني». يشير إليوت إلى أن كولريدج أظهر «مقدرات طبيعية» أكبر بكثير من معاصريه، مُحللًا الأدب ومُستخدمًا المبادئ الفلسفية للميتافيزيقيا بطريقة قدمت مواضيعه النقدية بعيدًا عن النص وداخل عالمٍ من التحليل المنطقي جمع التحليل المنطقي مع العاطفة.

## روابط خارجية
- صامويل تايلر كولريدج على موقع الموسوعة البريطانية (الإنجليزية)
- صامويل تايلر كولريدج على موقع ميوزك برينز (الإنجليزية)
- صامويل تايلر كولريدج على موقع قاعدة بيانات برودواي على الإنترنت (الإنجليزية)
- صامويل تايلر كولريدج على موقع إن إن دي بي (الإنجليزية)
- صامويل تايلر كولريدج على موقع ديسكوغز (الإنجليزية)